# 구제강
구제강(중국어 간체자: 顾颉刚, 정체자: 顧頡剛, 병음: Gù Jiégāng, 한자음: 고힐강, 1893년 5월 8일 ~ 1980년 12월 25일)은 중국의 역사학자이다.
장쑤성 쑤저우시 출신으로, 1920년 베이징 대학에서 후스와 천두슈 등에게서 배워 철학문을 졸업했다. 대학에 남아 가르치다 1926년 샤먼 대학, 1927년 중산 대학, 1929년 옌징 대학을 거쳐 항전 이후 1938년 윈난 대학, 1944년 치루 대학, 1948년 이후 란저우 대학에서 강의했다.
1949년 중화인민공화국 수립 이후에는 1952년 푸단 대학을 거쳐 1954년 중국과학원 역사연구소 연구원이 되었다. 고대사에 대한 옛 기록을 의심하는 '의고변위'(疑古辨僞, 옛 것을 의심하고 가짜를 판별한다)로 유명하며, 1927년 이후로 1942년까지 7권으로 구성된 역사서 《고사변》(古史辨)을 발표하였다. 그는 중국 역사지리학과 민속학의 초기 연구자 중 하나로 꼽힌다.